# Vorovești
Vorovești – wieś w Rumunii, w okręgu Jassy, w gminie Miroslava. W 2011 roku liczyła 827 mieszkańców.